# Hypopachus

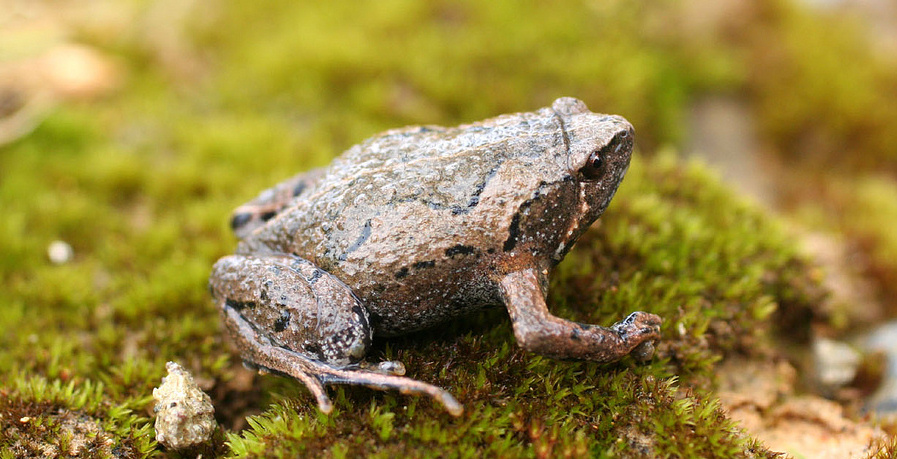
Hypopachus barberi

Hypopachus ist eine Amphibien-Gattung aus der Familie der Engmaulfrösche.

## Beschreibung
Die Pupillen sind vertikal. Die Zunge ist elliptisch ganzrandig und hinten frei abhebbar. Gaumenzähne fehlen. Zwischen den Choanen und vor dem Schlund ist je eine Hautfalte vorhanden. Das Trommelfell ist unsichtbar. Die Finger sind frei, die Zehen durch eine Spur Schwimmhaut verbunden. Diese greift nicht zwischen die Metatarsen der 4. und 5. Zehe ein. Die Finger- und Zehenspitzen sind stumpf und besitzen einfache knöcherne Endphalangen. Das Omosternum fehlt. Das Sternum ist knorpelig. Die Querfortsätze des Sacralwirbels sind mäßig stark verbreitert.

## Vorkommen
Die Gattung kommt vom südlichen Texas in den USA und südlichen Sonora in Mexiko bis Costa Rica vor.

## Systematik
Die Gattung Hypopachus wurde 1867 von Wilhelm Moritz Keferstein erstbeschrieben. Sie umfasst 4 Arten:
- Hypopachus barberi Schmidt, 1939
- Hypopachus pictiventris (Cope, 1886)
- Hypopachus ustus (Cope, 1866)
- Hypopachus variolosus (Cope, 1866)